# Killzone: Shadow Fall
Killzone: Shadow Fall è uno sparatutto in prima persona a sfondo fantascientifico del 2013, sviluppato da Guerrilla Games e prodotto da Sony come titolo di lancio della console PlayStation 4. Si tratta del quarto capitolo del franchise Killzone - il primo ad uscire su una console di ottava generazione - ed è ambientato 30 anni dopo gli avvenimenti di Killzone 3, raccontando un nuovo conflitto tra i Vektan e gli Helghast. 
È stato annunciato per la prima volta il 20 febbraio 2013, tramite una demo in tempo reale mostrata al PlayStation Meeting 2013, come anteprima delle potenzialità della nuova console casalinga di Sony. Nel settembre del 2013 è stato inoltre annunciato che Shadow Fall sarebbe stato inserito in due bundle per il lancio della PS4, atteso per il novembre dello stesso anno; e che il pre-ordine del titolo avrebbe garantito l'accesso a contenuti esclusivi per la modalità multigiocatore. Il gioco ha ottenuto un notevole successo commerciale, con circa 1 milione di copie vendute registrate a Natale 2013 e oltre 2,1 milioni a gennaio 2014, classificandosi come il primo titolo di ottava generazione a conquistare un simile risultato, nonostante si trattasse di un'esclusiva e non di un videogioco multipiattaforma.
Alla luce del gran numero di vendite, è stato inserito tra i primi 23 titoli della collana PlayStation Hits, lanciata da Sony nell'estate del 2018.

## Trama
La trama si svolge trent'anni dopo gli eventi di Killzone 3. Il pianeta Helgan, dopo la seconda guerra extrasolare è ridotto ormai ad un cumulo di rovine sterili. Gli ISA permettono agli Helgast superstiti di rifugiarsi su una metà del pianeta Vekta, separato dall'altra parte da un imponente muro alto centinaia di metri che percorre tutto il pianeta in direzione perpendicolare all'equatore.
Il protagonista è Lucas Kellan, il quale, nel 2370 (anni dopo la creazione del muro), a soli cinque anni assiste all'uccisione del padre da parte degli Helgast durante la loro fuga da New Helgan (la metà di Vekta assegnata agli Helgast). A salvarlo interviene lo Shadow Marshall Sinclair, che decide quindi di prenderlo sotto la sua ala.
Venti anni dopo Kellan è un promettente Shadow Marshall che lavora per Sinclair, nuovo capo dei Marshall e dei servizi segreti Vektan. La situazione tra Vekta e New Helgan è deteriorata tanto da aver costretto le due fazioni ad una guerra fredda dove entrambe le parti si combattono con le rispettive agenzie di intelligence attraverso spionaggio e operazioni di sabotaggio reciproco.
La prima missione consiste nel sopravvivere ad uno scambio di prigionieri tra i due paesi dove Kellan (dopo essere stato catturato in missione) viene scambiato con Echo, una spia Helgast mezzosangue. Subito dopo il protagonista viene rimandato da Sinclair a New Helgan per recuperare dei dati sensibili.
A missione compiuta il capo dei Marshall invia il suo pupillo su una nave scientifica segreta, la ISC Cassandra per recuperare la Dottoressa Massar e la sua nuova super arma biologica da usare come deterrente per gli Helgast. La missione fallisce perché Echo e uno squadrone d'assalto Helgast assalgono la nave e rapiscono la dottoressa.
Subito dopo essere tornato alla capitale dei Vektan sia la città che il quartier generale dei Marshall vengono attaccati da un commando di terroristi Helgast del gruppo criminale ultra-nazionalista "Black Hand", guidato dal loro capo in persona Vladko Tyran.
Di conseguenza tutti i cittadini di etnia Helgan vengono immediatamente rimpatriati e Lucas viene infiltrato tra di loro per stanare
Tyran. Dopo averlo trovato si scopre con grande sorpresa che egli è in combutta niente meno che con Jorhan Stahl, il gerarca che dopo la morte dell'Imperatore Scolar Visari aveva preso il potere sul vecchio Helgan con un colpo di Stato e dato per morto durante il terricidio (la distruzione del pianeta causata dalle armi alla petrusite create dallo stesso Stahl), il quale è intenzionato ad usare l'arma biologica della Massar per uccidere tutti i Vektan umani. Poco dopo Kellan viene fatto prigioniero.
Dopo essere stato torturato Kellan viene salvato da Echo, la quale si rivela essere la figlia dell'imperatrice Hera Visari e quindi nipote di Scolar. La ragazza lo salva perché vuole fermare Stahl e sua madre Hera dallo scatenare una nuova guerra e perché lei in quanto ibrida morirebbe indipendentemente da quale delle due razze venisse colpita.
Tornato a Vekta, Kellan cerca inutilmente di convincere Sinclair a non rispondere alla provocazione ma quest'ultimo non lo vuole ascoltare e si sente tradito dal pupillo per essersi messo in combutta con una mezzosangue. Invece lo informa che il VSA (i servizi segreti dei Vektan) ha individuato la Massar su una stazione di estrazione mineraria sopra il vecchio Helgan e lo manda in missione per salvarla.
Dopo averla trovata arriva Echo che la uccide e Lucas non interviene (convinto dalla causa pacifista della ragazza e perché la scienziata è una pazza amorale che faceva esperimenti su prigionieri helgan) facendo infuriare Sinclair che lo bolla come traditore.
A questo punto i due scendono sulla superficie del pianeta morto per fermare Stahl dall'usare l'arma biologica e nel raggiungere la sua base uccidono Vladko Tyran. Con l'arrivo della flotta ISA Kellan cerca di convincere Sinclair a desistere ma questo non lo ascolta più e ordina l'attacco. Subito la nuova arma viene lanciata da Sthal e gran parte della flotta viene distrutta in pochi istanti (dato che l'arma in questione è bio-tecnologica cioè danneggia anche le macchine oltre la materia organica).
Nel caos i due ragazzi vengono separati e Lucas raggiunge la base di Stahl e dopo aver affrontato valanghe di nemici riesce infine a raggiungere il vecchio pazzo ormai morente per l'età avanzata e per l'esposizione alla petrusite radioattiva. Dal suo letto di morte il gerarca afferma che il terracidio era necessario per uccidere tutti gli helgast deboli e indegni e che Vektan avrebbe subito la stessa sorte. Subito arriva Sinclair che spara in testa al vecchio e ferisce a morte Kellan. Dopo aver ordinato ai suoi uomini di recuperare l'arma per sterminare gli Helgast si rivolge all'ex-protètto e si rammarica del suo tradimento e di non averlo salvato, dopodiché lo uccide.
A metà titoli di coda il giocatore impersona Echo, infiltratasi nella capitale Vektan per assassinare Sinclair durante un discorso per spingere l'opinione pubblica alla guerra totale e vendicare l'amico ucciso.

## Prestazioni e questione sulla risoluzione nativa
Shadow Fall, tra i giochi presentati al PlayStation Meeting 2013, è considerato il più tecnologicamente avanzato e prestante.
Eurogamer ha condotto un'analisi tecnica del gioco ed ha constatato che Killzone: Shadow Fall, possiede una risoluzione nativa di 1920x1080 pixel (contro il limite di 1280x720 tipico della settima generazione) e riesce a mantenere un framerate stabile a 30 fps in maniera praticamente perfetta, senza alcun calo sotto questa soglia, e senza problemi di screen tearing. Nonostante però la risoluzione a 1080p, è stato comunque applicato un sistema di antialiasing, l'MLAA, lo stesso tipo sviluppato da Sony su PlayStation 3.
Nel marzo 2014, un'ulteriore analisi di Eurogamer ha rivelato un fatto che ha in parte scosso il web: il multiplayer di Shadow Fall per garantire un framerate stabile a 60 fps ha un risoluzione nativa di 960x1080 pixel; perdendo quindi più di un milione di pixel e portando la risoluzione all'esatta metà dei 1080p nativi. A causa delle polemiche e della confusione generatasi da tale notizia, è intervenuta Guerrilla Games ammettendo che pur non girando a 1080p, il comparto multiplayer del gioco utilizza due framebuffer da 960x1080 pixel combinati per creare un'immagine a 1920x1080 pixel, una tecnica chiamata riproiezione temporale e che quindi non si tratta di un semplice upscaling.
Tuttavia la questione sarebbe stata destinata a protrarsi a lungo nel tempo poiché, a distanza di oltre cinque mesi da questa notizia sulla risoluzione, lo studio legale Ederson PC e Douglas Ladore intrapresero un'azione legale contro Sony accusandola di pubblicità ingannevole e di aver fornito false informazioni sul gioco, chiedendo un risarcimento di 5 milioni di dollari.

## Accoglienza
Grazie alla versione in bundle con PS4 ed al fatto di essersi proposto come titolo di punta del lancio della console di nuova generazione, il gioco ha venduto globalmente circa 2.1 milioni di copie al 15 gennaio 2014.